# 이선근
이선근(李瑄根, 1905년 5월 11일∼1983년 1월 9일)은 대한민국의 공무원이다. 제4대 문교부 장관을 지냈다.

## 생애
경기도 개성 출생으로 본관은 전주, 호는 하성(霞城)이다. 부유한 가정에서 태어난데다 일찍 신학문에 눈 떠 쌍빈의숙(雙斌義塾)을 거쳐 휘문고등보통학교 졸업(1922년)후 이듬해 일본 유학길에 올랐다. 와세다 대학교 서양사학과에 입학하였다. 대학 재학 중 전진한, 이하윤 등과 함께 비밀결사 '한빛회'를 결성하였으며, 협동조합체, 신간회 동경지회에 참가하였다. 1929년 대학을 나온 이후 귀국하여 첫 직장으로 조선일보에 입사하였다.
조선일보 퇴직 후 잠시 송도고등보통학교 교사로 있다가 1937년 만주로 가서, 만몽산업주식회사 상무이사가 되어 관동군에 군량미를 공급하였으며, 만주국 협화회(協和會)의 협의원을 지냈다.
해방 이후 귀국하여 1946년 2월 한성일보 주필이 되었으며, 12월에는 조선청년당을, 1947년 8월에는 대동청년단을 창단하여 이승만을 총재로 추대하고 자신은 그 부단장 겸 기획위원장이 되었다.
1947년 9월 서울대학교 학생처장을 맡아 국대안 파동을 수습하였다.
1950년 2월 국방부 정훈국장이 되었으며, 1954년 4월 21일부터 1956년 6월 7일까지 문교부 장관을 지냈다.
문교부 장관으로 재직하면서 1956년 정,부통령 부정 선거에 적극 개입하여 민주당으로부터 고소를 당하기도 하였으며, 결국 1956년 6월 5일 국회에서 그에 대한 불신임안을 통과시켜 불명예 퇴진하였다.
1956년 동아대학교 교수, 1957년 성균관대학교 총장, 1959년 11월 26일부터 1960년 5월 3일까지 대한상무회(대한민국 재향군인회 개칭) 회장, 1962년 경희대학교 교수를 지냈으며, 박정희 정권이 들어선 이후에는 1969년 영남대학교 총장, 1974년 동국대학교 총장, 1976년 대한교련 회장, 1978년 정신문화연구원 초대 원장을 지내면서 유신 체제를 적극 찬양하였다.
박정희 정권이 무너진 후에도, 다시 전두환의 집권을 찬양하였다.
1949년 〈화랑도(花郞道) 연구〉로 서울대에서 박사학위를 받았고《한국독립운동사》를 저술하였다.

## 참고자료
- 반민족문제연구소 (1994년 3월 1일). 〈이선근 - 역대 부도덕한 정권의 밑받침이 되어 준 이론가 (구양근)〉. 《청산하지 못한 역사 3》. 서울: 청년사. ISBN 9788972783145.
- 정운현 (2004년 8월 1일). “만주서 일본군 군량미 지원한 '유신' 나팔수 - [특별기획-미리보는 친일인명사전 16] 이선근 전 문교장관”. 오마이뉴스. 2008년 6월 6일에 확인함.
- “네이버 백과사전(이선근)”. 2008년 3월 14일에 확인함.